# Karl Hisserich
Karl Hisserich (* 30. November 1926 in Homberg (Ohm); † 21. Oktober 2011 in Marburg) war ein deutscher Politiker (SPD) und Abgeordneter des Hessischen Landtags.

## Leben
Karl Hisserich beantragte am 16. Januar 1944 die Aufnahme in die NSDAP und wurde zum 20. April desselben Jahres aufgenommen (Mitgliedsnummer 10.105.669). Er machte nach der Mittleren Reife eine Ausbildung als Rechtspfleger und arbeitete zuletzt am Amtsgericht Alsfeld. Er war ab 1956 Mitglied der SPD und war von 1960 bis 1997 Vorsitzender der SPD in Homberg (Ohm). Zwischen 1956 und 1997 war er Mitglied der Stadtverordnetenversammlung und dort 30 Jahre lang von 1960 bis 1990 Stadtverordnetenvorsteher.
In der Zeit von 1960 bis 1997 war er auch auf Kreisebene aktiv. Zunächst von 1960 bis 1964 als Kreistagsabgeordneter des Landkreises Alsfeld, 1964 bis 1972 als hauptamtlicher erster Beigeordneter. Ab 1972 war er Kreistagsabgeordneter im neuen Vogelsbergkreis.
Vom 1. Dezember 1970 bis zum 4. April 1987 war er Mitglied des Hessischen Landtags.
1979 und 1984 war er Mitglied der Bundesversammlung.
Karl Hisserich war verheiratet und hatte zwei Kinder.